# Лілла Бріньоне
Лілла Бріньоне  (італ. Lilla Brignone; 13 серпня 1913, Рим — 24 березня 1984, Рим) — італійська акторка.

## Біографія
Справжнє ім'я — Аделаїда. Народилася в сім'ї режисера Гвідо Бріньоне. Дід Уберто Палмар був відомим театральним актором. На театральній сцені з'явилася ще в дитячому віці. З 15-ти років — актриса театральної компанії Кікі Палмер. Лілла Бріньоне увійшла в історію італійського театру, як актриса великого драматичного темпераменту. Виступала під керівництвом видатних театральних режисерів — Руджеро Руджері, Мемо Бенассі, Ренцо Річчі, Джорджо Стрелера, Сальво Рандоне, Вітторіо де Сіка і Лукіно Вісконті. Образи актриси відрізнялися стриманістю і внутрішньої емоційної наповненістю. Найкращі ролі в театрі зіграла у п'єсах Горького, Стріндберга, Піранделло. З актором Джанні Сантуччі створила найзнаменитіший театральний дует в Італії. З 1947 року — актриса театру «Пікколо» в Мілані. Перша робота на екрані у фільмі Алессандро Блазетті — «Нерон» (1930). Грала у фільмах батька — Гвідо Бріньоне. У кіно співпрацювала і з відомими режисерами Валеріо Дзурліні, Сальваторе Сампьєрі, Паскуале Скуітьєрі, Жаном Делануа, Луїджі Дзампа, Альберто Латтуада, Ренато Кастеллані, Алессандро Блазетті, Мікеланджело Антоніоні.

## Фільмографія
- Teresa Confalonieri (1934)
- Passaporto rosso (1935)
- Il serpente a sonagli (1935)
- Lo smemorato, (1936)
- Trenta secondi d'amore (1936)
- Pensaci Giacomino! (1936)
- Vivere (1937)
- La cena delle beffe (1941)
- Scadenza trenta giorni (1944)
- Porte chiuse (1944)
- Il processo delle zitelleo (1944)
- Abbiamo vinto! (1950)
- Donne proibite, (1953)
- La risaia, (1955)
- I sogni nel cassetto (1957)
- Pezzo, capopezzo e capitano (1958)
- Estate violenta (1959)
- Lettere di una novizia (1960)
- Fantasmi a Roma (1960),
- La Monaca di Monza (1962)
- Затемнення (1962)
- L'amore difficile (1962)
- Venere imperiale (1962)
- Rocambole (1962)
- I promessi sposi (1963)
- Un marito in condominio (1963)
- L'attico (1963)
- Il giorno più corto (1963)
- Tutto il bello dell'uomo (1963)
- Coriolano eroe senza patria (1964)
- La bambolona (1968)
- Orgasmo (1968)
- Camorra (1972)
- Malizia (1973)
- La Tosca (1973)
- Peccato veniale (1974)
- Pianeta Venere (1974)
- Oh, Serafina! (1976)
- Пустеля Тартарі (1976)
- Per amore (1976)
- Delitti amore gelosia (1982)

## Джерело
- Лілла Бріньоне на сайті IMDb (англ.)